# August Howaldt (Bildhauer)
August Friedrich Theodor Howaldt (* 28. September 1838 in Braunschweig; † 4. Juli 1868 in St. Andreasberg) war ein deutscher Bildhauer und Modelleur aus der Braunschweiger Künstlerfamilie Howaldt, der in Rom und Braunschweig wirkte.
August Howaldt wurde als Sohn des Bildhauers, Erzgießers und Professors Georg Ferdinand Howaldt geboren. Nach erster Ausbildung im Atelier des Vaters begann er sein Studium an der Akademie der Künste in Dresden in der Bildhauerklasse von Ernst Rietschel, wo er noch ein Jahr über dessen Tod Anfang 1861 hinaus verblieb. 1861 wandte er sich nach einem kurzen Aufenthalt in Braunschweig Italien zu und lebte zwei Jahre in Rom. Nach seiner Rückkehr nach Braunschweig benutzte er das väterliche Atelier für seine Arbeiten. 1863 heiratete er die Gastwirtstochter Juliane Kühte aus Wolfenbüttel; die Ehe der beiden blieb kinderlos. Während sein Vater in Zusammenhang mit dem Braunschweiger Schloss durch die zweifach erstellte Braunschweiger Quadriga bekannt wurde, erhielt August Howaldt den Auftrag, einen Entwurf für einen Fries im Giebelfeld des Schlosses zu fertigen. August Howaldt schuf den Entwurf zu einer Brunonia, die von Allegorien der Fürstentugenden und Eigenschaften des Landes Braunschweig umgeben war. Trotz vielem Lob für den Entwurf wurde dieser nicht umgesetzt und die in Gips gearbeiteten Entwurfsmodelle seiner Büsten und Reliefs wurden damals in „Braunschweigs Walhalla“ im Saal des Neustadt-Rathauses als damaligem Stadtmuseum übernommen und als Exponate gezeigt. Er starb im Alter von 29 Jahren als Kurgast in St. Andreasberg im Harz an „Auszehrung“. Sein drei Jahre jüngerer Bruder Hermann Howaldt übernahm später die Gießerei und Kupfertreiberei vom Vater und führte diese bis zu seinem eigenen tragischen Tod 1891 fort.

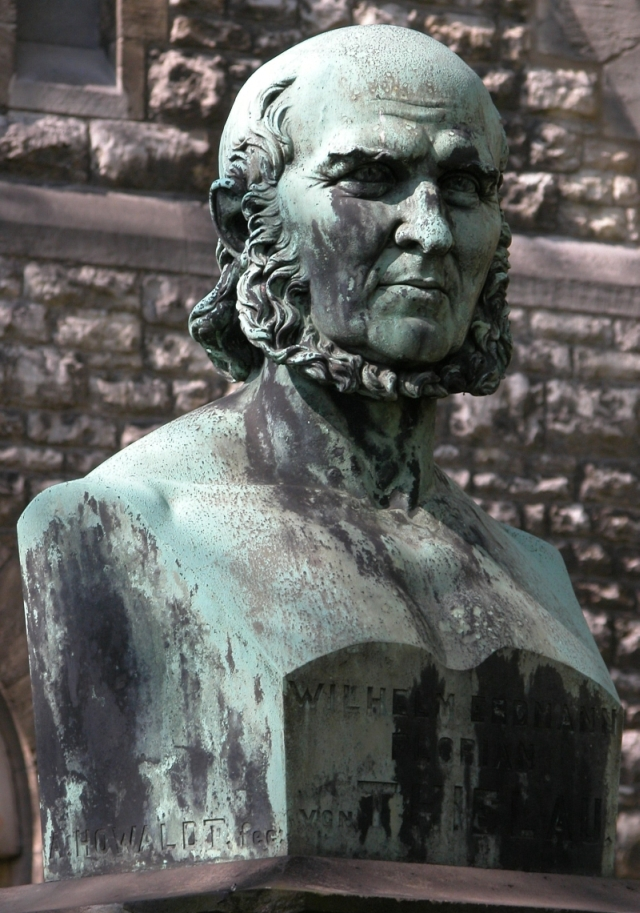
Thielau-Denkmal von August Howaldt auf dem Braunschweiger Dom-Friedhof

In einem Braunschweiger Nachruf wurden seine bedeutenderen Werke aus der Zeit des kurzen Schaffens zusammengefasst:
- Statue des Ulysses, modelliert in Rom 1861/62
- Porträtrelief seines Vaters
- Porträtrelief des Hoftheatermalers C.[arl] Weiß
- Büste des Zoologen Professor Johann Heinrich Blasius
- Kolossalbüste des Finanzdirektors Wilhelm von Thielau
- Zwei Büsten des Herzogs Wilhelm von Braunschweig
- Grabdenkmal des Stadtrates Friedrich Seele auf dem Braunschweiger Katharinenkirchhof
- Die Reliefs der Braunschweiger Prachtbibel, 1866 ein Geschenk der Stadt an Herzog Wilhelm
- Zwölf Statuetten von Heiligen für den renovierten Altar der Kirche des 1862 aus Ruinen wieder aufgebauten Klosters Marienberg bei Helmstedt